# Грандв'ю (округ Гамільтон, Огайо)
Грандв'ю (англ. Grandview) — переписна місцевість (CDP) в США, в окрузі Гамільтон штату Огайо. Населення — 1312 особи (2020).

## Географія
Грандв'ю розташований за координатами 39°11′43″ пн. ш. 84°43′16″ зх. д. / 39.19528° пн. ш. 84.72111° зх. д. (39.195237, -84.721204).  За даними Бюро перепису населення США в 2010 році переписна місцевість мала площу 12,06 км², з яких 11,26 км² — суходіл та 0,80 км² — водойми.

## Демографія
Згідно з переписом 2010 року, у переписній місцевості мешкало 1466 осіб у 514 домогосподарствах у складі 382 родин. Густота населення становила 122 особи/км².  Було 561 помешкання (47/км²).
Расовий склад населення:
| - 98,0 % — білих - 0,5 % — чорних або афроамериканців - 0,2 % — азіатів - 0,1 % — вихідців з тихоокеанських островів - 0,1 % — корінних американців |

До двох чи більше рас належало 0,9 %. Частка іспаномовних становила 0,1 % від усіх жителів.
За віковим діапазоном населення розподілялося таким чином: 25,7 % — особи молодші 18 років, 64,2 % — особи у віці 18—64 років, 10,1 % — особи у віці 65 років та старші. Медіана віку мешканця становила 37,7 року. На 100 осіб жіночої статі у переписній місцевості припадало 105,0 чоловіків;  на 100 жінок у віці від 18 років та старших — 113,1 чоловіків також старших 18 років.
Середній дохід на одне домашнє господарство  становив 102 312 долари США (медіана — 79 089), а середній дохід на одну сім'ю — 109 724 долари (медіана — 79 661). Медіана доходів становила 47 212 долари для чоловіків та 23 289 доларів для жінок. За межею бідності перебувало 15,4 % осіб, у тому числі 28,9 % дітей у віці до 18 років та 0,0 % осіб у віці 65 років та старших.
Цивільне працевлаштоване населення становило 688 осіб. Основні галузі зайнятості: будівництво — 16,1 %, роздрібна торгівля — 15,0 %, науковці, спеціалісти, менеджери — 14,0 %, фінанси, страхування та нерухомість — 13,1 %.